# Halo in a Haystack
Halo in a Haystack è il primo album in studio del gruppo musicale metalcore statunitense Converge, pubblicato nel 1994 dalla Eartmaker Records. 

## Il disco
Realizzato con pochissimi soldi, fu pubblicato su vinile in appena mille copie. Le prime otto tracce dell'album compaiono nella compilation Caring and Killing, mentre Undo è stata inclusa nella compilation del 2002 Unloved & Weeded Out; il brano Exhale è l'unico a non apparire successivamente da nessun'altra parte. 
È l'unico disco in cui i Converge utilizzano la classica accordatura in Mi (in seguito utilizzeranno il Drop D e infine il Drop C). L'album risulta fuori stampa.

## Tracce
Tutti i testi scritti da Jacob Bannon, tutte le musiche composte dai Converge.
- Lato A

1. Shallow Breathing - 1:56
2. I Abstain - 3:12
3. Two Days Romance - 3:34
4. Becoming a Stranger - 4:07
5. Divinity - 4:16

- Lato B

1. Fact Leaves Its Ghost - 2:29
2. Antithesis - 5:25
3. Down - 4:59
4. Exhale - 3:44
5. Undo - 2:18

## Formazione
- Jacob Bannon - voce
- Kurt Ballou - chitarra
- Aaron Dalbec - chitarra
- Damon Bellorado - batteria
- Jeff Feinburg - basso
  - Erik Ralston - basso in "Shallow Breathing/I Abstain", "Antithesis" e "Down"